# Olympische Sommerspiele 1964/Leichtathletik – Hammerwurf (Männer)

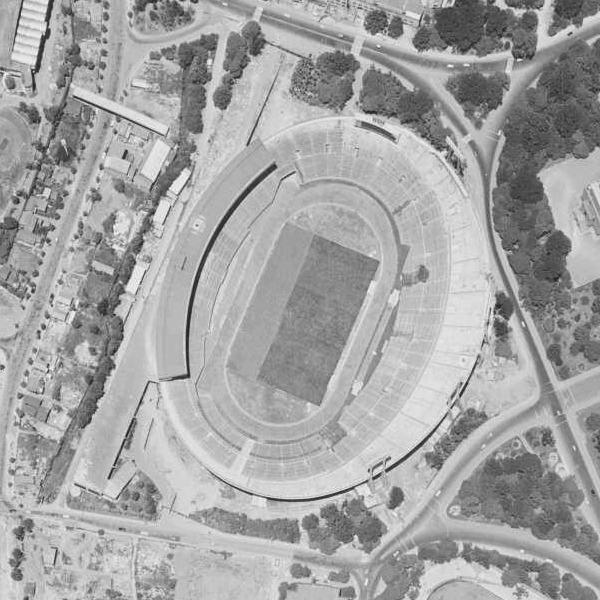
Luftaufnahme des Olympiastadions im Jahr 1963

Der Hammerwurf der Männer bei den Olympischen Spielen 1964 in Tokio wurde am 17. und 18. Oktober 1964 im Olympiastadion Tokio ausgetragen. 24 Athleten nahmen teil.
Olympiasieger wurde Romuald Klim aus der Sowjetunion. Er gewann vor dem Ungarn Gyula Zsivótzky und dem Deutschen Uwe Beyer.
Während Athleten aus der Schweiz und Liechtenstein nicht teilnahmen, gingen zwei weitere Deutsche und ein Österreicher an den Start. Die Deutschen Martin Lotz und Hans Fahsl scheiterten in der Qualifikation. Der Österreicher Heinrich Thun schaffte es ins Finale und belegte dort Rang fünfzehn.

## Rekorde

### Bestehende Rekorde
| Weltrekord         | 70,67 m | Hal Connolly ( USA)             | Palo Alto, USA         | 21. Juli 1962     |
| Olympischer Rekord | 67,10 m | Wassili Rudenkow ( Sowjetunion) | Finale OS Rom, Italien | 3. September 1960 |

### Rekordverbesserungen
Der bestehende olympische Rekord wurde dreimal verbessert:
- 67,99 m – Gyula Zsivótzky (Ungarn), Qualifikation am 17. Oktober, erster Durchgang
- 69,09 m – Gyula Zsivótzky (Ungarn), Finale am 18. Oktober, erster Durchgang
- 69,74 m – Romuald Klim (Sowjetunion), Finale am 18. Oktober, vierter Durchgang

## Durchführung des Wettbewerbs
24 Athleten traten am 17. Oktober zu einer Qualifikationsrunde an. Jeder Teilnehmer hatte drei Versuche. Fünfzehn von ihnen – hellblau unterlegt – übertrafen die für die direkte Finalqualifikation festgelegte Weite von 63,00 m. Diese fünfzehn Werfer bestritten das Finale am 18. Oktober. Dort hatte jeder Teilnehmer zunächst drei Versuche. Den sechs besten Wettbewerbern standen anschließend drei weitere Würfe zu.

## Zeitplan
- 17. Oktober, 10.00 Uhr: Qualifikation
- 18. Oktober, 13.00 Uhr: Finale[2]

Anmerkung: Alle Zeiten sind in Ortszeit Tokio (UTC + 9) angegeben.

## Legende
Kurze Übersicht zur Bedeutung der Symbolik – so üblicherweise auch in sonstigen Veröffentlichungen verwendet:
| – | verzichtet |
| x | ungültig   |

Die jeweiligen Bestweiten der Athleten sind fett gedruckt.

## Qualifikation

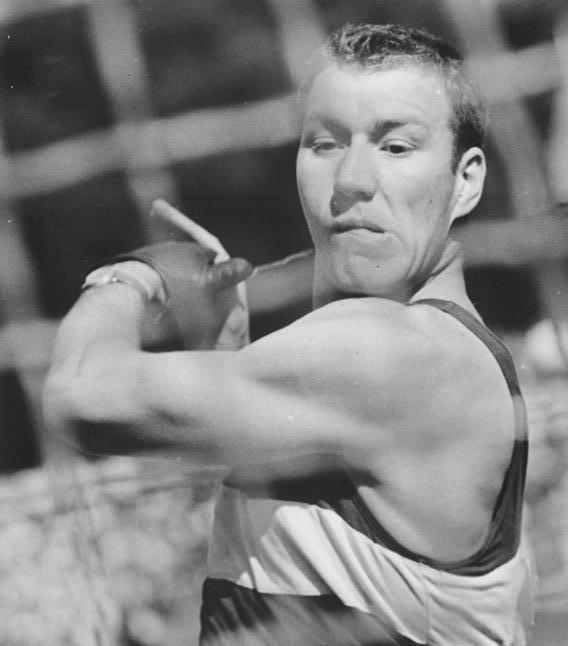
Martin Lotz – ausgeschieden mit 61,88 m

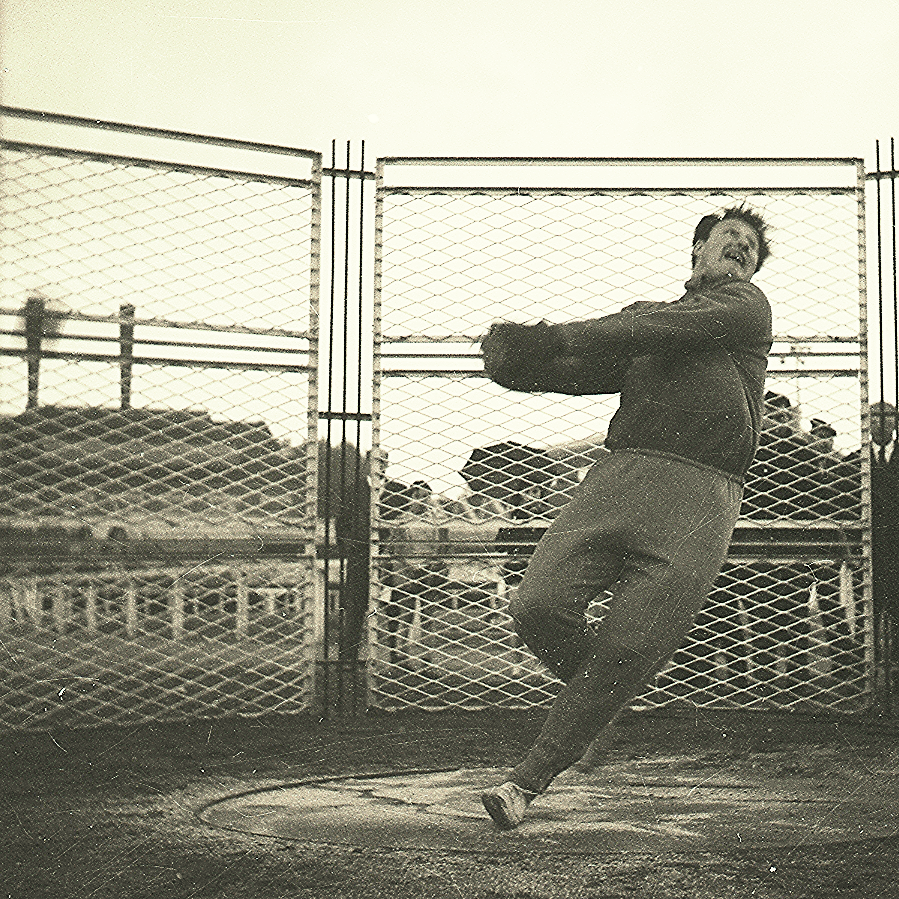
Guy Husson – ausgeschieden mit 60,04 m

Datum: 17. Oktober 1964, 10:00 Uhr
Wetterbedingungen: heiter, 18–20 °C, 67–69 % Luftfeuchtigkeit
| Platz | Name               | Nation           | 1. Versuch | 2. Versuch | 3. Versuch | Weite   | Anmerkung |
| ----- | ------------------ | ---------------- | ---------- | ---------- | ---------- | ------- | --------- |
| 1     | Gyula Zsivótzky    | Ungarn           | 67,99 m OR | –          | –          | 67,99 m | OR        |
| 2     | Hal Connolly       | USA              | 67,40 m    | –          | –          | 67,40 m |           |
| 3     | Romuald Klim       | Sowjetunion      | 67,10 m    | –          | –          | 67,10 m |           |
| 4     | Zdzisław Smoliński | Polen            | 66,00 m    | –          | –          | 66,00 m |           |
| 5     | Juri Nikulin       | Sowjetunion      | 65,64 m    | –          | –          | 65,64 m |           |
| 6     | Tadeusz Rut        | Polen            | 65,03 m    | –          | –          | 65,03 m |           |
| 7     | Uwe Beyer          | Deutschland      | 65,01 m    | –          | –          | 65,01 m |           |
| 8     | Ed Burke           | USA              | 62,23 m    | 64,94 m    | –          | 64,94 m |           |
| 9     | Heinrich Thun      | Österreich       | 64,73 m    | –          | –          | 64,73 m |           |
| 10    | Sándor Eckschmiedt | Ungarn           | 64,64 m    | –          | –          | 64,64 m |           |
| 11    | Albert Hall        | USA              | 64,31 m    | –          | –          | 64,31 m |           |
| 12    | Juri Bakarinow     | Sowjetunion      | 63,86 m    | –          | –          | 63,86 m |           |
| 13    | Takeo Sugawara     | Japan            | 63,84 m    | –          | –          | 63,84 m |           |
| 14    | Olgierd Ciepły     | Polen            | x          | 63,66 m    | –          | 63,66 m |           |
| 15    | Josef Matoušek     | Tschechoslowakei | 59,61 m    | 63,53 m    | 51,37 m    | 63,53 m |           |
| 16    | Hans Fahsl         | Deutschland      | 58,90 m    | x          | 62,35 m    | 62,35 m |           |
| 17    | Howard Payne       | Großbritannien   | 61,90 m    | x          | 61,74 m    | 61,90 m |           |
| 18    | Martin Lotz        | Deutschland      | 60,97 m    | 61,88 m    | 58,66 m    | 61,88 m |           |
| 19    | Shohei Kasahara    | Japan            | 56,38 m    | 61,87 m    | x          | 61,87 m |           |
| 20    | Noboru Okamoto     | Japan            | 58,99 m    | 60,78 m    | 61,51 m    | 61,51 m |           |
| 21    | Birger Asplund     | Schweden         | 60,60 m    | 61,15 m    | 60,91 m    | 61,15 m |           |
| 22    | Guy Husson         | Frankreich       | 60,04 m    | 59,86 m    | x          | 60,04 m |           |
| 23    | John Lawlor        | Irland           | x          | 58,22 m    | 59,12 m    | 59,12 m |           |
| DNS   | Nicolae Murafa     | Rumänien         |            |            |            |         |           |

## Finale
Datum: 18. Oktober 1964, 13:00 Uhr
Wetterbedingungen: Regen, ca. 14 °C, 90–97 % Luftfeuchtigkeit
| Platz | Name               | Nation           | 1. Versuch | 2. Versuch | 3. Versuch | 4. Versuch                              | 5. Versuch                              | 6. Versuch                              | Endresultat | Anmerkung |
| ----- | ------------------ | ---------------- | ---------- | ---------- | ---------- | --------------------------------------- | --------------------------------------- | --------------------------------------- | ----------- | --------- |
| 1     | Romuald Klim       | Sowjetunion      | 67,19 m    | 64,64 m    | 68,59 m    | 69,74 m OR                              | 68,81 m                                 | 68,17 m                                 | 69,74 m     | OR        |
| 2     | Gyula Zsivótzky    | Ungarn           | 69,09 m OR | 66,20 m    | 68,47 m    | 67,41 m                                 | 67,85 m                                 | 67,32 m                                 | 69,09 m     |           |
| 3     | Uwe Beyer          | Deutschland      | 68,09 m    | 65,64 m    | 62,91 m    | x                                       | 65,71 m                                 | x                                       | 68,09 m     |           |
| 4     | Juri Nikulin       | Sowjetunion      | 67,08 m    | 67,01 m    | 67,69 m    | x                                       | x                                       | 65,61 m                                 | 67,69 m     |           |
| 5     | Juri Bakarinow     | Sowjetunion      | 65,91 m    | 66,50 m    | 65,39 m    | 65,25 m                                 | 66,72 m                                 | x                                       | 66,72 m     |           |
| 6     | Hal Connolly       | USA              | x          | 62,95 m    | 66,65 m    | x                                       | 64,73 m                                 | x                                       | 66,65 m     |           |
|       |                    |                  |            |            |            |                                         |                                         |                                         |             |           |
| 7     | Ed Burke           | USA              | 65,66 m    | 65,06 m    | 62,68 m    | nicht im Finale der besten sechs Werfer | nicht im Finale der besten sechs Werfer | nicht im Finale der besten sechs Werfer | 65,66 m     |           |
| 8     | Olgierd Ciepły     | Polen            | 64,83 m    | x          | x          | nicht im Finale der besten sechs Werfer | nicht im Finale der besten sechs Werfer | nicht im Finale der besten sechs Werfer | 64,83 m     |           |
| 9     | Josef Matoušek     | Tschechoslowakei | 64,49 m    | 64,59 m    | 63,29 m    | nicht im Finale der besten sechs Werfer | nicht im Finale der besten sechs Werfer | nicht im Finale der besten sechs Werfer | 64,59 m     |           |
| 10    | Tadeusz Rut        | Polen            | 61,03 m    | 61,94 m    | 64,52 m    | nicht im Finale der besten sechs Werfer | nicht im Finale der besten sechs Werfer | nicht im Finale der besten sechs Werfer | 64,52 m     |           |
| 11    | Sándor Eckschmiedt | Ungarn           | 63,83 m    | 63,19 m    | x          | nicht im Finale der besten sechs Werfer | nicht im Finale der besten sechs Werfer | nicht im Finale der besten sechs Werfer | 63,83 m     |           |
| 12    | Albert Hall        | USA              | 59,72 m    | 62,35 m    | 63,82 m    | nicht im Finale der besten sechs Werfer | nicht im Finale der besten sechs Werfer | nicht im Finale der besten sechs Werfer | 63,82 m     |           |
| 13    | Takeo Sugawara     | Japan            | x          | 62,66 m    | 63,69 m    | nicht im Finale der besten sechs Werfer | nicht im Finale der besten sechs Werfer | nicht im Finale der besten sechs Werfer | 63,69 m     |           |
| 14    | Zdzisław Smoliński | Polen            | x          | x          | 62,90 m    | nicht im Finale der besten sechs Werfer | nicht im Finale der besten sechs Werfer | nicht im Finale der besten sechs Werfer | 62,90 m     |           |
| 15    | Heinrich Thun      | Österreich       | 62,76 m    | 62,42 m    | x          | nicht im Finale der besten sechs Werfer | nicht im Finale der besten sechs Werfer | nicht im Finale der besten sechs Werfer | 62,76 m     |           |

Favoriten waren in erster Linie der Ungar Gyula Zsivótzky, Silbermedaillengewinner von 1960 und Europameister von 1962 sowie der sowjetische Werfer Romuald Klim. Der US-amerikanische Olympiasieger von 1956 und aktuelle Weltrekordinhaber Hal Connolly wurde nicht ganz so hoch eingeschätzt, hatte aber in der Qualifikation die immerhin zweitbeste Weite erzielt. Für die Medaillen kamen darüber hinaus vor allem die beiden weiteren sowjetischen Werfer Juri Nikulin und Juri Bakarinow infrage.
Zsivótzky eröffnete das Finale, das fünfzehn Athleten erreicht hatten, mit einem Wurf, der seinen eigenen in der Qualifikation erzielten Olympiarekord um über einen Meter verbesserte. Auch der Deutsche Uwe Beyer übertraf gleich in seinem ersten Versuch Zsivótzkys alte Rekordmarke und positionierte sich damit auf Rang zwei. Beyer hatte schon in der Qualifikation eine persönliche Bestleistung erzielt, die er jetzt noch einmal um mehr als drei Meter steigerte. Klim lag auf dem dritten Platz vor seinem Landsmann Juri Nikulin. Aber der sowjetische Mitfavorit hatte noch einiges zu bieten. Zunächst schob sich Klim an Beyer vorbei auf Rang zwei, bevor er im vierten Versuch die Führung übernahm. Dabei übertraf er Zsivótzkys Rekordwurf noch einmal um 65 Zentimeter. In den letzten beiden Runden änderte sich am Klassement abgesehen von den Plätzen fünf und sechs nichts mehr.

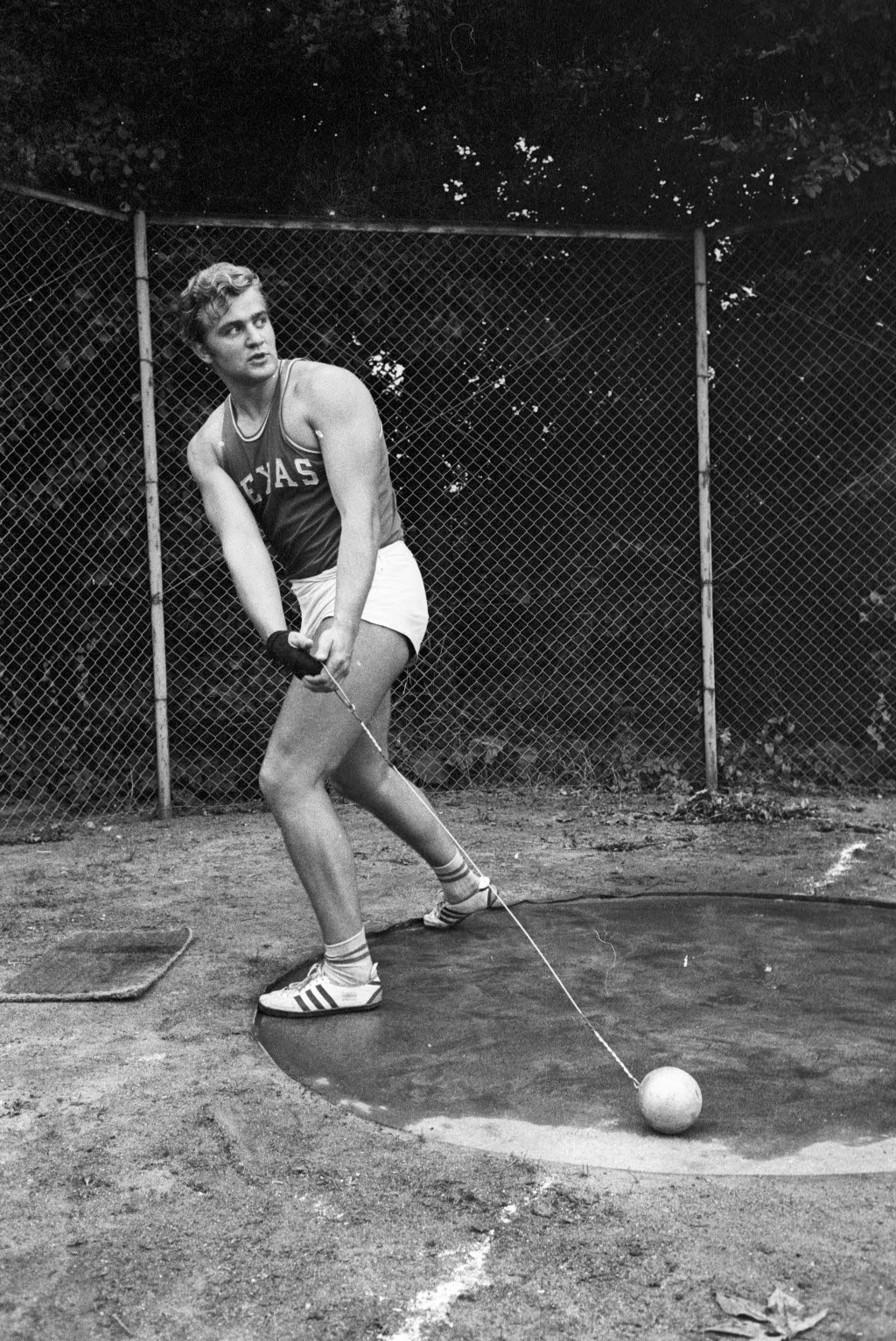
Uwe Beyer steigerte seine persönliche Bestleistung in diesem Wettbewerb um mehr als drei Meter und gewann überraschend Bronze
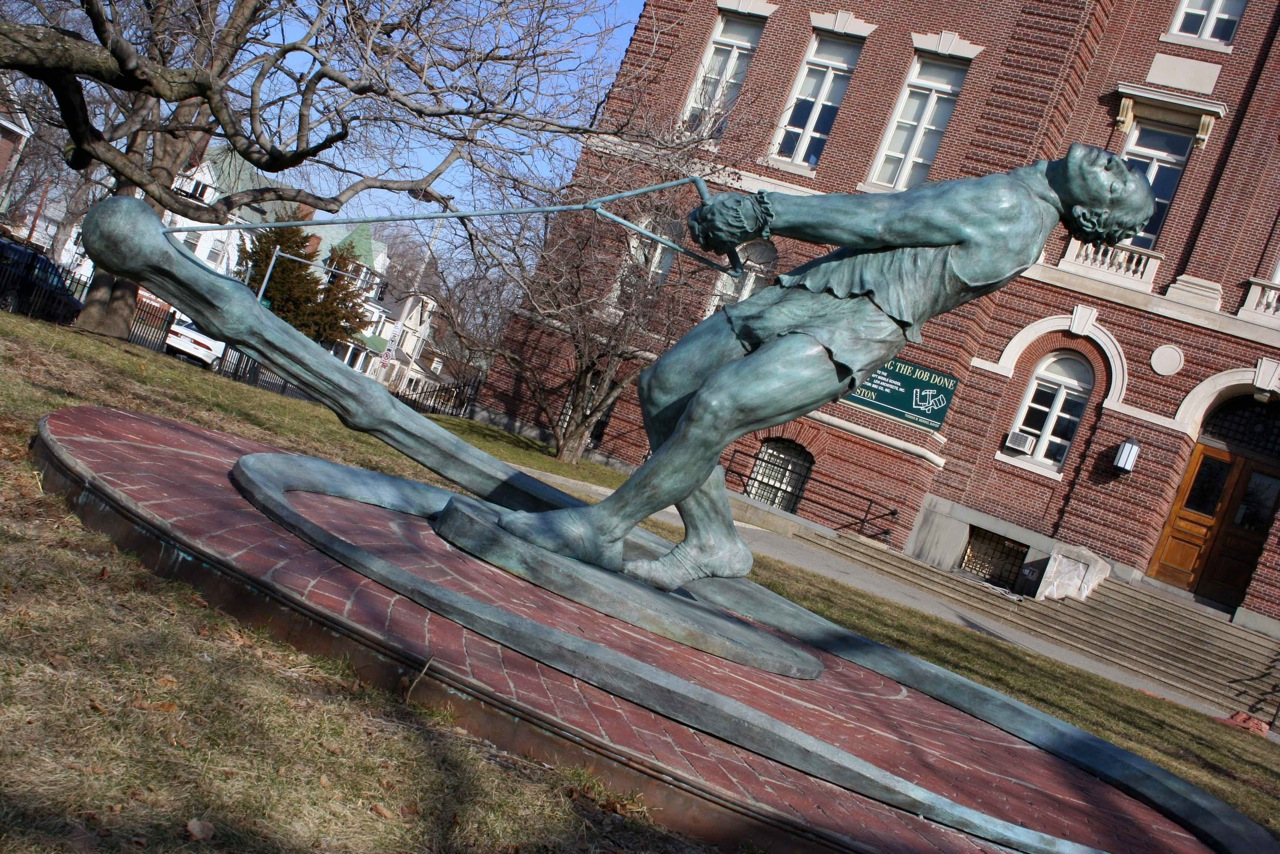
Für den hier sechstplatzierten Olympiasieger von 1956 und Weltrekordinhaber Hal Connolly wurde in Brighton (Boston), Massachusetts eine Statue errichtet
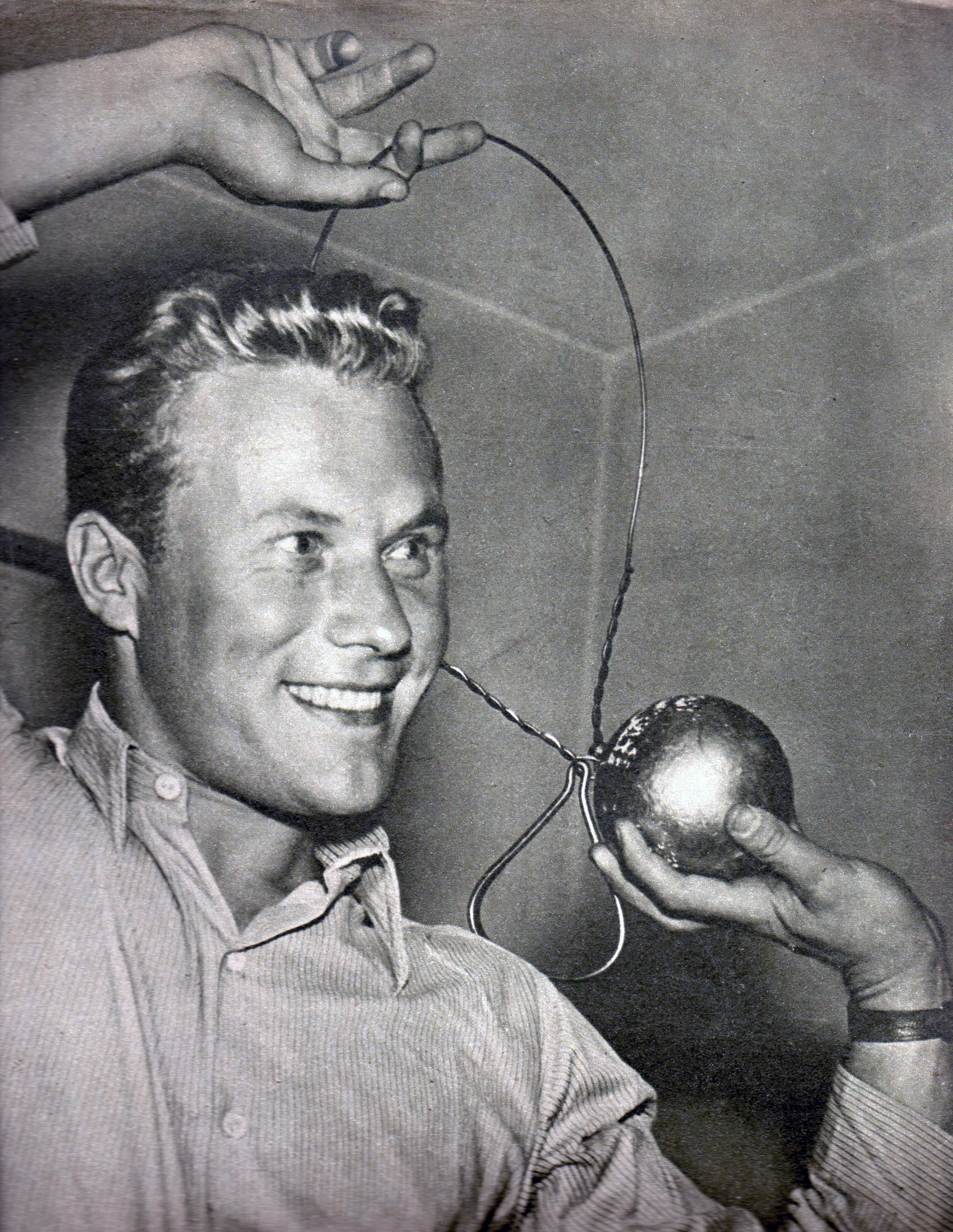
Tadeusz Rut kam auf Platz zehn

## Video
- The Tokyo 1964 Olympics Part 3 | Olympic History, Bereich 6:30 min bis 8:36 min, youtube.com, abgerufen am 29. Oktober 2017